# Rejectaria striataria
Rejectaria striataria är en fjärilsart som beskrevs av Stoll 1781. Rejectaria striataria ingår i släktet Rejectaria och familjen nattflyn. Inga underarter finns listade.